# Episodi di Cumbia Ninja (seconda stagione)
La seconda stagione della serie televisiva Cumbia Ninja è stata trasmessa nell'America Latina per la prima volta dall'emittente Fox dal 2 ottobre 2014 al 30 aprile 2015.
In Italia, la stagione è andata in onda sul canale satellitare Fox dal 9 giugno al 24 settembre 2015.
| nº | Titolo originale         | Titolo italiano                   | Prima TV America Latina | Prima TV Italia   |
| -- | ------------------------ | --------------------------------- | ----------------------- | ----------------- |
| 1  | Subiré al Infierno       | Salirò all'inferno                | 2 ottobre 2014          | 9 giugno 2015     |
| 2  | Soy tu Dueño             | Sono il tuo padrone               | 9 ottobre 2014          | 16 giugno 2015    |
| 3  | Persiguiendo Fantasmas   | I fantasmi                        | 16 ottobre 2014         | 23 giugno 2015    |
| 4  | Muñeca                   | Bambola                           | 23 ottobre 2014         | 30 giugno 2015    |
| 5  | Bling Bling              | Bling Bling                       | 30 ottobre 2014         | 7 luglio 2015     |
| 6  | Que el viento me lleve   | Che il vento mi porti via         | 6 novembre 2014         | 14 luglio 2015    |
| 7  | Inevitable               | Inevitabile                       | 13 novembre 2014        | 21 luglio 2015    |
| 8  | La tercera es la perdida | La terza volta è quella sbagliata | 20 novembre 2014        | 28 luglio 2015    |
| 9  | Flor seca en tu cuaderno | Un fiore secco nel tuo quaderno   | 5 marzo 2015            | 6 agosto 2015     |
| 10 | Como dedos en un puño    | Come le dita in un pugno          | 12 marzo 2015           | 13 agosto 2015    |
| 11 | Meteorito                | Meteorite                         | 19 marzo 2015           | 20 agosto 2015    |
| 12 | Subtitúlalo              | Sul palco                         | 26 marzo 2015           | 27 agosto 2015    |
| 13 | El lado que corta        | Il lato tagliente                 | 2 aprile 2015           | 3 settembre 2015  |
| 14 | Incandescente            | Incandescente                     | 9 aprile 2015           | 10 settembre 2015 |
| 15 | Pata de palo             | Gamba di legno                    | 16 aprile 2015          | 17 settembre 2015 |
| 16 | Fiesta pagana            | Festa pagana                      | 23 aprile 2015          | 24 settembre 2015 |